# Licheni stabilizati
Lichenii stabilizați sunt organisme vegetale naturale, în principal din specia Cladonia rangiferina, care au fost supuși unui proces de conservare prin stabilizare, cu scopul de a-și păstra textura, culoarea și aspectul pentru o perioadă îndelungată, fără a necesita întreținere sau lumină naturală.

## Istoric și utilizare
Utilizarea lichenilor stabilizați în designul interior a devenit populară începând cu anii 2000, odată cu dezvoltarea tendințelor de design biofilic și soluții ecologice pentru decoruri de interior. Aceștia sunt integrați frecvent în tablouri vegetale, pereți verzi, logouri personalizate și alte aplicații estetice.

## Procesul de stabilizare
Stabilizarea este un proces tehnologic în care lichenii sunt recoltați în perioada lor optimă de dezvoltare, după care seva naturală este înlocuită cu o soluție ecologică pe bază de glicerină vegetală, apă și coloranți alimentari naturali. Acest proces presupune:
- deshidratare blândă controlată,
- injectare cu soluție stabilizatoare,
- uscare finală la temperaturi moderate.

Rezultatul este un material natural, neviu, dar cu aspect, culoare și textură neschimbate față de starea proaspătă.

## Proprietăți și avantaje
Lichenii stabilizați prezintă o serie de beneficii estetice și practice:
- nu necesită udare, tăiere sau lumină naturală;
- proprietăți antistatice, ceea ce reduce acumularea de praf;
- absorbție fonică naturală;
- siguranță pentru spații frecventate de copii sau animale (non-toxici, ignifugați);
- durată de viață estimată între 12 și 15 ani, în condiții optime.

## Condiții optime de păstrare
Pentru menținerea caracteristicilor pe termen lung, sunt recomandate următoarele condiții ambientale:
| Factor             | Recomandare                                |
| ------------------ | ------------------------------------------ |
| Umiditate relativă | 40% – 60%                                  |
| Temperatură        | Între 10°C și 30°C                         |
| Lumină             | Evitați expunerea directă la razele solare |
| Contact cu apa     | Nu se udă, nu se pulverizează              |

În medii foarte uscate (sub 30% umiditate), lichenii pot deveni mai rigizi, dar revin la flexibilitate dacă aerul devine mai umed.

## Aplicații
Lichenii stabilizați sunt utilizați frecvent în:
- tablouri și rame vegetale
- pereți verzi decorativi
- logouri naturale pentru branduri
- birouri, hoteluri, restaurante, spații comerciale
- cadouri ecologice și design sustenabil

## Impact ecologic
Recoltarea lichenilor este reglementată pentru a nu afecta ecosistemele naturale. Procesul de stabilizare este non-poluant, iar produsul final este biodegradabil și sustenabil.